# Ondřej Mézl
Ondřej Mézl (2. prosince 1887, Klopotovice – 6. září 1968, Los Angeles, Kalifornie, USA), známý také pod krycím jménem Andrej Gak, které používal v době druhé světové války, anebo jako Ondřej Mézl-Gak, byl československý legionář, voják, divizní generál, účastník protinacistického odboje a velitel čs. vojenských misí v zahraničí, a po únorovém převratu v roce 1948 politický exulant.

## Mládí
Narodil se 2. prosince 1887 v Klopotovicích v okrese Prostějov v rodině zemědělce. Vystudoval české reálné gymnázium v Prostějově, kde v roce 1906 maturoval. Poté absolvoval šest semestrů na České vysoké škole technické v Brně. Studia ale přerušil a 1. října 1910 nastoupil v Brně k výkonu prezenční vojenské služby. Po absolvování důstojnické školy působil u svého útvaru až do roku 1911, kdy odešel do civilu. Do vypuknutí I. sv. války pracoval v různých administrativních povoláních a angažoval se i v Sokole.

## První světová válka
Po mobilizaci nastoupil 1. srpna 1914 u brněnského pěšího pluku, se kterým odešel na ruskou frontu. 7. dubna 1915 přešel do zajetí a již 15. května vstoupil do československých legií. Do prosince 1916 sloužil ale u srbských legií jako velitel čety a později roty a zúčastnil se bojů v Dobrudži. Od 24. prosince 1916 sice nastoupil k legiím, ale byl odeslán jako emisar pro nábor dobrovolníků v zajateckých táborech. Po návratu v říjnu 1917 byl jmenován velitelem výzvědné roty a účastnil se bojů u Kyjeva a Bachmače.
Od 4. července 1918 se stal velitelem obrněného vlaku s nímž se účastnil bojů proti bolševikům u Omsku a na železniční trati Omsk-Perm. Jako velitel výzvědného oddílu se poté účastnil dalších bojů proti bolševikům a zároveň působil jako delegát na sjezdech čs. vojska. 17. ledna 1919 byl v hodnosti majora jmenován zástupcem velitele 6. čs. střeleckého pluku. Do Československa se vrátil 20. června 1920 v hodnosti podplukovníka.

## V Československu
Do března 1925 sloužil jako velitel útvarů nejprve ve Vimperku a poté v Českých Budějovicích. Do října 1929 působil jako čs. vojenský atašé v Bělehradu a poté jako velitel pěšího pluku v Místku. Po absolvování kurzu pro vyšší velitele byl povýšen na brigádního generála a působil na různých místech ve vyšších velitelských funkcích.
Dne 7. března 1936 byl povýšen na divizního generála a krátce nato byl ustanoven velitelem VI. sboru v Košicích. Po vídeňské arbitráži se podílel na evakuaci československých občanů z území přidělených Maďarsku.

## Po okupaci
Po německé okupaci se zapojil do činnosti Obrany národa. V lednu 1940 uprchl do Francie, odkud byl odeslán do Bělehradu jako čs. vojenský zmocněnec pro Balkán. Zde se s ním dokonce počítalo jako s velitelem možné čs. jednotky na jugoslávském území. K tomu ale nakonec nedošlo. Od srpna 1940 působil v Jeruzalémě, kde řídil formování čs. jednotek. Od 25. září 1940 byl ustanoven náčelníkem Československé vojenské mise na Středním východě. Po odchodu čs. do Velké Británie se 1. dubna 1944 stal velitelem Československé vojenské mise u SHAEF. Svou činnost tato mise ukončila v květnu 1945. Mezitím 6. dubna 1945 bylo u nové vlády v Košicích rozhodnuto o Mézlově penzionování, k němuž došlo na podzim téhož roku.

## Po Únoru 1948
Po únorovém převratu odešel s rodinou do exilu; nejprve do Velké Británie a v roce 1952 do USA. Působil v řadě krajanských a exilových spolků. V Československu byl komunistickým režimem degradován na vojína v záloze a zbaven všech vyznamenání.
Plně rehabilitován byl v roce 1991, vrácena mu byla i hodnost divizního generála. Byl ženatý, měl dvě dcery.

## Vyznamenání
- Řád svatého Stanislava, III. třída s meči a mašlí, 1916 (Rusko)
- Řád svaté Anny, II. třída s meči, 1919 (Rusko)
- Řád sokola, s meči, 1919
- Vojenský kříž[2], 1919 (Velká Británie)
- Československý válečný kříž 1914–1918, 1920
- Československá medaile Vítězství, 1922
- Československá revoluční medaile, 1922
- Pamětní medaile na válku 1914–1918[3], 1923 (království SHS)
- Pamětní Kříž na válku 1916–1919[4], 1926 (Rumunské království)
- Pamětní Kříž na válku 1916–1919, udělen podruhé, 1926, (Rumunské království)
- Řád bílého orla, III. řída, 1926 (Srbské království)
- Řád Polonia Restituta , III. třída, 1926 (Polsko)
- Pamětní medaile na válku 1914–1918[3], udělen podruhé, 1928 (království SHS)
- Řád Spasitele, zlatý kříž – IV. třída, 1928 (Řecko)
- Řád svatého Sávy, III. třída, 1929 (Jugoslávské království)
- Kříž za chrabrost, 1941 (Polsko)
- Řád jugoslávské koruny, II. třída, 1942 (Jugoslávské království)
- Řád Spasitele , III. třída – komandér, 1942 (Řecko)
- Řád Polonia Restituta , II. třída, 1943 (Polsko)
- Válečný kříž – 1939-45, 1944 (Francie)
- Pamětní medaile československé armády v zahraničí, 1944
- Československý válečný kříž 1939, 1944
- Československá vojenská medaile za zásluhy, I. třída, 1944
- Pamětní odznak Čs. dobrovolce z let 1918–1919, 1945
- Řád lázně, II. třída – rytíř komandér (vojenský), 1945 (Velká Británie)
- 1939–1945 Star[5], 1945 (Velká Británie)
- Defence Medal[6], 1945 (Velká Británie)
- War Medal 1939–1945[7], 1945 (Velká Británie)
- Africa Star[8], 1945 (Velká Británie)
- Legion of Merit[9], IV. třída, 1945 (Spojené státy americké)
- Pamětní odznak druhého národního odboje, 1947
- Pamětní medaile 6. střeleckého pluku hanáckého, 1948
- Bachmačská pamětní medaile, 1948